# Ouest 901–902
Die Ouest 901 und 902 waren Verbunddampflokomotiven mit Schlepptender der Chemins de fer de l’Ouest, die im Schnellzugsverkehr eingesetzt waren. 

## Geschichte
Nachdem die Chemin de Fer du Nord und die Chemin de Fer du Midi mit American-Verbundlokomotiven der Bauart de Glehn gute Erfahrungen gemacht hatten, bestellte die Ouest zwei Lokomotiven dieser Bauart bei des Société alsacienne de constructions mécaniques (SACM) in Belfort. Die Lokomotiven waren als klassische Vierzylinder-Verbundlokomotiven ausgeführt, mit außenliegenden Hochdruckzylindern und innenliegenden Niederdruckzylindern. Der Kessel wurde von der Baureihe Ouest 990 übernommen. 
Die Lokomotiven wurden 1893 abgeliefert und dem Depot Batignolles in Paris zugeteilt, wo sie in den gleichen Diensten wie die Ouest 939–998 eingeteilt waren und vor den Expresszügen, Schnellzügen und Stückgüterzügen nach Le Havre und Caen eingesetzt wurden. Ihre Leistung war etwas höher als diejenige der 900er-Lokomotiven, gleichzeitig hatte sie einen besseren Wirkungsgrad und die Belastung der Treibachsen war geringer, weil durch die vier Zylinder die Kräfte besser verteilt waren. 
1898 erhielten die Lokomotiven die Nummern 501 und 502. Sie wurden fortan zusammen mit den Lokomotiven der 500er-Serie eingesetzt, die auf den beiden Prototypen basierten. Mit der Ablieferung der Lokomotiven der 2700er-Reihte verschwanden die beiden Vorserien-Lokomotiven aus den hochwertigen Diensten. Ab 1914 waren sie dem Depot Rouen-Orleans zugeteilt, das sie für Regional- und Schnellzüge nach Mantes, Le Havre, Dieppe und Serquigny einsetzte. Die 502 wurde 1927, die 501 im Jahre 1928 ausgemustert.